# Miconia salicifolia
Miconia salicifolia es una especie de planta fanerógama en la familia de Melastomataceae. 
Es endémica de Perú, Ecuador y Colombia. Crece en comunidad con Hesperomeles obtusifolia, Diplostephium alveolatum, Berberis goudotii, Escallonia myrtelloides, y con las del género Gynoxys.

## Descripción
Miconia salicifolia crece entre 1 a 3 m de altura; y se cubre de una espesa capa de pelos amarillentos, se puede reconocer por sus hojas largas y ovaladas que presentan colores amarillentos y verdes. 

## Taxonomía
Miconia salicifolia fue descrita por (Bonpl. ex Naudin)  Naudin y publicado en Annales des Sciences Naturelles; Botanique, sér. 3 16: 234 en 1851 [1850].
Etimología
Miconia: nombre genérico que fue otorgado en honor del botánico catalán Francisco Micó.
salicifolia: epíteto latíno que significa "como las hojas del sauce"
Sinonimia
- Melastoma rasmarinifolia Pav. ex Triana
- Melastoma salicifolia Bonpl. ex Naudin[4]